# 7717 Tabeisshi
7717 Tabeisshi eller 1997 AL5 är en asteroid i huvudbältet som upptäcktes den 7 januari 1997 av den japanska astronomen Takao Kobayashi vid Ōizumi-observatoriet. Den är uppkallad efter den japanske amatörastronomen Isshi Tabe.
Asteroiden har en diameter på ungefär 4 kilometer.